# Max Eichberger
Max Eichberger (* 1850; † 27. Mai 1888 in Dresden) war ein deutscher Opernsänger (Bass).

## Leben und Wirken
Er war der Sohn des Opernsängers Wilhelm Eichberger. Sein Großvater Josef Eichberger war ebenfalls Opernsänger. Nach dem Schulbesuch nahm er eine Gesangsausbildung auf und trat zuerst am Stadttheater Mainz, danach als Opernsänger in Neustrelitz auf.